# Andrea Herzog
Andrea Herzog (Meissen, 9 de dezembro de 1999) é uma canoísta alemã, medalhista olímpica.

## Carreira
Herzog conquistou a medalha de bronze nos Jogos Olímpicos de Verão de 2020 em Tóquio na prova de slalom C-1 feminino com a marca de 111.13 na final.